# Reo Takeshita
Reo Takeshita (japanisch 竹下 玲王 Takeshita Reo; * 4. Oktober 1995 in der Präfektur Shizuoka) ist ein japanischer Fußballspieler.

## Karriere
Reo Takeshita erlernte das Fußballspielen in der Jugendmannschaft von Júbilo Iwata und der Universitätsmannschaft der Kansai-Universität. Seinen ersten Vertrag unterschrieb er 2018 bei AC Nagano Parceiro. Der Verein spielte in der dritthöchsten Liga des Landes, der J3 League. Für den Verein absolvierte er 37 Ligaspiele. 2020 wechselte er nach Kusatsu zum Viertligisten MIO Biwako Shiga. Für den Klub aus Kusatsu (Shiga)Kusatsu bestritt er 51 Ligaspiele. Hierbei erzielte er 13 Tore. Zu Beginn der Saison 2023 wechselte er zum ebenfalls in der vierten Liga spielenden FC Tiamo Hirakata. Hier bestritt er 22 Ligaspiele. Nach der Saison 2024 beendete er seine Karriere als Fußballspieler.